# RAF Feltwell
Royal Air Force Feltwell (RAF Feltwell) est une base de la Royal Air Force dans Norfolk, utilisée par les forces aériennes des États-Unis en Europe. La base est située à environ 15 km à l’ouest de Thetford et se trouve dans l’arrondissement de King's Lynn.
Ancien poste de bombardement de la Seconde Guerre mondiale, l’aérodrome est un lotissement pour le personnel de l’armée de l’air américaine à proximité de la RAF Mildenhall dans le cadre de la 100th Air Refueling Wing et de la RAF Lakenheath dans le cadre de la 48th Fighter Wing. Elle abrite également l'unique collège de Lakenheath et de Mildenhall, qui couvre la majeure partie de la base.

## Historique

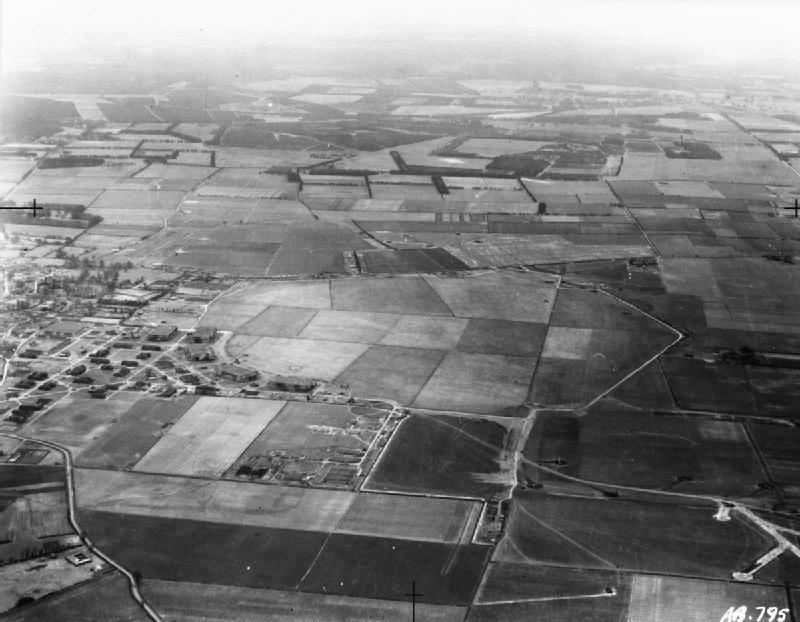
Photographie aérienne depuis l'ouest, seconde guerre mondiale

L'aérodrome a été construit pendant la période d'expansion de la RAF à la fin des années 1930 et présente une configuration similaire à celle de nombreux autres aérodromes de la RAF de la période (par exemple, la RAF Marham, la RAF Watton et la RAF West Raynham). L’aérodrome abritait un certain nombre d’escadrons de bombardiers lourds de la RAF pendant la Seconde Guerre mondiale. Les missiles Thor de la RAF d’après-guerre y étaient stationnés de 1958 à 1963. Après le départ des missiles Thor en 1963, l'unité d'instruction des cadets de la RAF était basée sur la station.
Entre 1989 et 2003, il a également accueilli le 5th Space Surveillance Squadron de l'US Air Force (5 SPSS), subordonné au 21st Operations Group (21 OG) et à la 21st Space Wing (21 SW), tous deux situés à Peterson (Colorado). Ces organisations sont à leur tour subordonnées à la 14th Air Force (14 AF) située à Vandenberg, en Californie, qui relève du commandement de l'Air Force Space Command  (AFSPC), également à Peterson.
Les 5 SPSS faisaient partie du réseau de surveillance spatiale passive de l'US Air Force qui suivait la localisation physique des satellites émetteurs en orbite. Ces données, ainsi que celles d'autres systèmes, ont été utilisées pour ajuster les orbites de divers satellites et navires pilotés (par exemple, la navette spatiale et la station spatiale internationale) afin de réduire le risque de collision en orbite.
Cependant, d'autres systèmes et capacités de l'US Air Force ont finalement remplacé le DSTS. Ce dernier a été supprimé en 2002 et l'unité a été désactivée peu de temps après. La 21st Space Wing dispose maintenant d'un détachement sur la RAF Fylingdales, au Royaume-Uni, chargé de coordonner l'alerte de missile et la surveillance de l'espace en coopération avec ses homologues de la RAF.
La RAF Feltwell est maintenant administrée par le Détachement 4 du 18th Intelligence Squadron, organisation de renseignement du contrôle de l'espace de la United States Air Force, située à Wright-Patterson, dans l'Ohio, et comprenant un autre détachement géographiquement séparé: Détachement 2 à Osan en Corée.

## Unités opérationnelles et avions
RAF
- No. 37 Squadron RAF (en) (1937–1940) - Handley Page Harrow, Vickers Wellington I
- No. 57 Squadron RAF (en) (1940–1942) - Vickers Wellington I
- No. 75 Squadron RAF (1940–1942) - Vickers Wellington I
- No. 77 Squadron RAF (en) (1958–1963) - Thor IRBM et l'USAF 672d Technical Training Squadron et le 99th Munitions Maintenance Squadron
- No. 192 Squadron RAF (en) (1943) - Handley Page Halifax II & V
- No. 214 Squadron RAF (en) (1937–1939) - Handley Page Harrow, Vickers Wellington I
- No. 464 Squadron RAAF (en) (1942) - Lockheed Ventura I & II
- No. 487 Squadron RNZAF (en) (1942–1943) - Lockheed Ventura I & II
- No. 651 Squadron RAF (en) (1955–1957) - Auster AOP6
- No. 3 Lancaster Finishing School (1943–1945) - Avro Lancaster